# Amir Abedzadeh
Amir Abedzadeh (Teerã, 26 de abril de 1993) é um futebolista iraniano que atua como goleiro. Atualmente joga pelo Castellón.

## Carreira
Foi convocado para defender a Seleção Iraniana de Futebol na Copa do Mundo de 2018.